# 슈퍼 로봇 몽키

《슈퍼 로봇 몽키》(영어: Super Robot Monkey Team Hyperforce Go! 일본어: スーパー・ロボット・モンキー・チーム・ハイパーフォース GO!) 시로 니에리가 제작한 일본-미국 애니메이션 TV 시리즈이다.

## 줄거리
슈가줌의 가상 행성을 중심으로 한 이 시리즈는 5명의 사이보그 원숭이와 치로라는 인간 소년이 모험을 하며 악의 세력으로부터 행성과 우주의 나머지 부분을 보호하는 만화이다.

## 방영 시기
- 미국 : 2004 ~ 2006년 (제틱스)
- 일본 : 2005 ~ 2007년 (제틱스)
- 한국 : 2005 ~ 2007년 (챔프TV)

## 등장인물
- 치로

성우: 그레그 사이프스/마츠모토 리카/전태열
처음에는 하이퍼포스의 리더로서 자신의 역할을 받아들이는 것을 주저하지만, 그러나 점차 슈가줌과 나중에 우주의 수호자가 되는 그의 운명을 받아 들이게 된다. 그의 여자 친구는 진메이다. 그의 권력은 그 안의 권력 영장 실에서 나온다. 그는 스켈레톤 킹의 군대를 상대로 원숭이 팀과 동맹국을 이끌고 있다.
- 안태리

성우: 케빈 마이클 리처드슨/故 나카무라 히데토시/이장원
제일 어른스러운 로봇 몽키. 무기는 날카로운 손톱. 그는 매우 침착하여 친구들을 많이 돌보고 있다. 치로에게 파워 영장류를 제어하는 방법을 가르치고 팀의 나머지 부분에 영적인 조언을 제공한다.
- 스팍스

성우: 코리 펠드먼/오치아이 코우지/고재균
매우 용감하고 똑똑하다. 동지들, 특히 노바를 보호 하려고 한다.
- 노바

성우: 카리 월그런/혼나 요코/문남숙
팀에서 가장 결단력 있고 용기가 있는 로봇 몽키이다. 주먹을 거대하게 만들어서 적을 때려치우는게 특기.
- 오토

성우: 클랜시 브라운/아마다 마스오/유호한
녹색 원숭이와 팀의 정비공이다. 거의 아무 생각없이 복잡한 기계와 무기를 제작하고 설계 할 수 있다.
- 깁슨

성우: 톰 케니/호시노 미츠아키/방성준
똑똑한 과학 담당. 파란 원숭이이고 팀의 과학 책임자와 의료진이다.
- 진메이

성우: 애슐리 존슨/나이토 치아키/?
유일하게 로봇 몽키가 아니고, 유전자 반이 로봇인 헤로인. 그녀는 치로와 사랑에 빠진 로봇 소녀이다. 하이퍼포스가 다크 웜을 파괴하기 위해 떠났을 때 슈가줌의 보호자가 되었다.
- 스켈레톤 대왕

성우: 마크 해밀/오오츠카 아키오/온영삼
시리즈의 주요 악당. 형태없는 하수인과 다양한 몬스터를 사용하여 원숭이 팀과 싸운다. 알려지지 않은 이유로 원숭이들을 부패 시키려고 끊임없이 노력하고 있다.
- 신기

성우: 프랭크 웰커
알려지지 않은 행성에서 온 작은 모피 공.